# Postscript Type 1
Postscript Type 1 är ett fontformat som baserar sig på Postscript. Det blev det första vitt spridda formatet för skalbara typsnitt, det vill säga typsnitt som inte är låsta till vissa storlekar utan kan visas (renderas) i godtycklig storlek (typgrad). Varje teckenglyf beskrivs av den kontur som bildas när punkter binds samman med matematiska samband. Type 1-formatet var ett av de viktiga elementen i desktop publishing-revolutionen som påbörjades i mitten av 1980-talet, och har sedan dess haft en mycket stark ställning i den grafiska industrin.
För att snabba upp rastreringen av Postscript-koden har det gjorts en del begränsningar av vilka Postscript-konstruktioner som tillåts, och teckenglyferna kan endast byggas upp av slutna kubiska bézierkurvor. Rastrering av Type 1-typsnitt finns inbyggd i till exempel Windows 2000/XP och Mac OS, och kan för många andra operativsystem åstadkommas med Adobe Type Manager (ATM), som finns att ladda hem från Adobe i en begränsad Light-version.
Specifikationerna till Type 1-formatet var länge hemliga. I mars 1990 offentliggjordes de dock av Adobe, troligen som svar på Apples och Microsofts publicering av Truetype-formatet.

## Multiple Master
En intressant utökning av Postscript är Multiple Master (MM), vilket innebär att ett typsnitt designas i några varianter (till exempel väldigt tunn och väldigt fet) och att övriga varianter däremellan kan interpoleras fram. Det går även att ha flera olika designaxlar; utöver exemplet med tjocklek kan till exempel storlek och bredd finnas som designaxlar. Alla kombinationer av ytterligheter måste formges separat, så ett typsnitt med tre designaxlar kräver åtta separat utformade varianter. Multiple Master bygger på samma idé som Knuth introducerade i slutet av 1970-talet med Metafont, men MM är kraftigt begränsat och inte lika flexibelt (men heller inte lika komplicerat för konstruktören).
Det finns i dag bara ett femtiotal typsnittfamiljer i MM-format, vilket dels beror på att stödet i programmen har varit dåligt, men även för att det är ekonomiskt mer lukrativt att sälja separata typsnitt. I oktober 1999 tillkännagav Adobe sin avsikt att avbryta utvecklingen av nya MM-typsnitt för att i stället koncentrera sig på Opentype. Ett populärt typsnitt som finns i en MM-version är Adobe Minion.